# HBIS Group
HBIS Group (chinesisch 河钢集团) ist ein chinesisches Unternehmen mit Firmensitz in Shijiazhuang, Hebei.
Das Unternehmen war 2013 der weltweit drittgrößte Stahlproduzent. Die HBIS Group wurde 2008 als Hebei Iron and Steel gegründet und wird von den chinesischen Parteisekretären Wang Yifang und Liu Rufang geleitet. Im Unternehmen sind rund 121.000 Mitarbeiter beschäftigt. Tochterunternehmen sind unter anderem Tangsteel, Hansteel, Chengsteel und Xuansteel.